# Nouvel Ermitage
Le Nouvel Ermitage fait partie du musée de l’Ermitage à Saint-Pétersbourg. C’est le seul bâtiment de l’ensemble qui ne donne pas sur le quai du Palais ; c’est aussi le premier bâtiment en Russie construit dès l’origine pour servir de musée. Son portique d’entrée avec ses dix atlantes géants est célèbre dans l’Europe entière. Il donne rue Millionnaïa, rue parallèle à la Néva.

## Histoire
C’est en 1762 que Catherine II commande à Vallin de La Mothe un bâtiment pour abriter ses collections, dénommé le Petit Ermitage. Avant son achèvement en 1775, il était évident qu’il n’était pas suffisant. Il est décidé de construire un nouvel Ermitage, appelé aujourd’hui le Vieil Ermitage, à partir de 1771. Les travaux commencent vraiment en 1787 et se poursuivent sous le règne d’Alexandre Ier. L’architecte impérial, Ludwig Charlemagne fait une tournée d’inspection en 1835 et décide que pour des conditions de conservation, il est nécessaire de construire un autre bâtiment. Cette décision se fait plus pressante, après l'incendie du Palais d'Hiver en 1837. L’empereur Nicolas Ier donne son accord pour que lui soient présentés les projets de Leo von Klenze, architecte dont la réputation allait grandissant, grâce aux travaux d’embellissement de Munich, surnommée « l’Athènes bavaroise » et que l’empereur avait remarqués lui-même sur place.
Finalement les travaux débutent en 1842, selon les plans de Klenze (retourné entretemps en Bavière), et sont menés par Vassili Stassov, puis, après la mort de celui-ci en 1848, par Nikolaï Efimov. Ils sont achevés fin 1851 et les atlantes remarquables du portique d’entrée sont l’œuvre du sculpteur Alexandre Terebeniov, inspiré du temple d’Agrigente, d’après les dessins de Klenze. Ils sont sculptés en granite.
Le Nouvel Ermitage est solennellement inauguré, le 5 février 1852, et ouvert au public.

## Illustrations

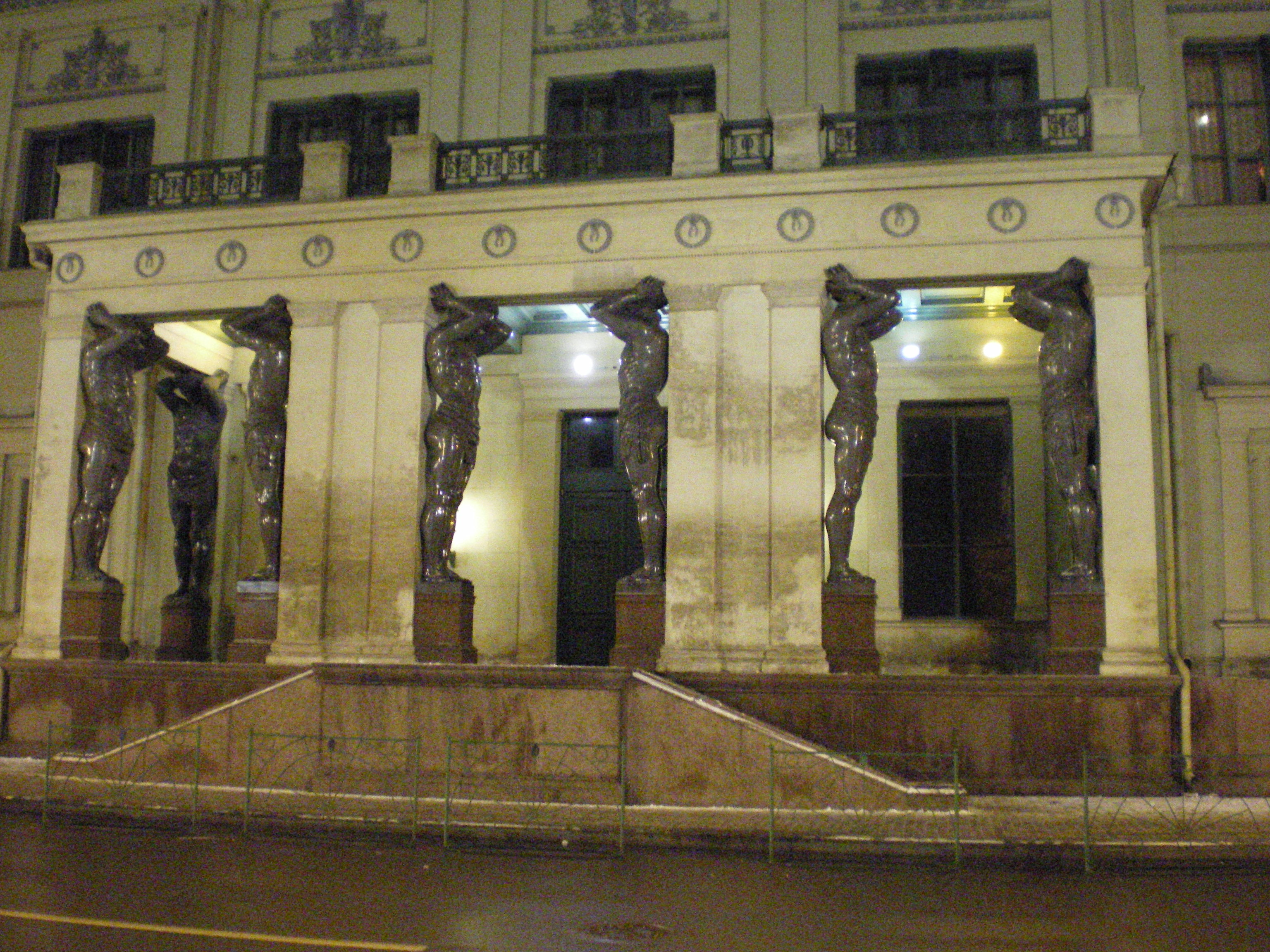
Vue des atlantes de nuit
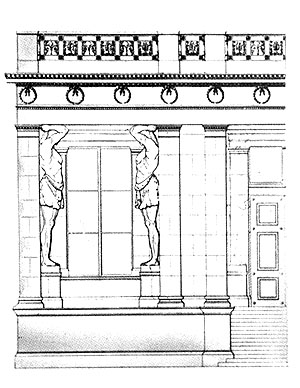
Dessin pour le portique du Nouvel Ermitage en 1843
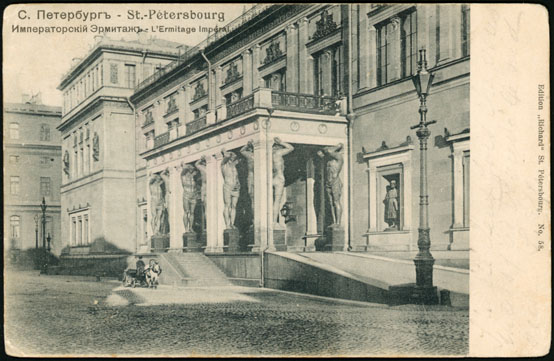
Carte postale ancienne
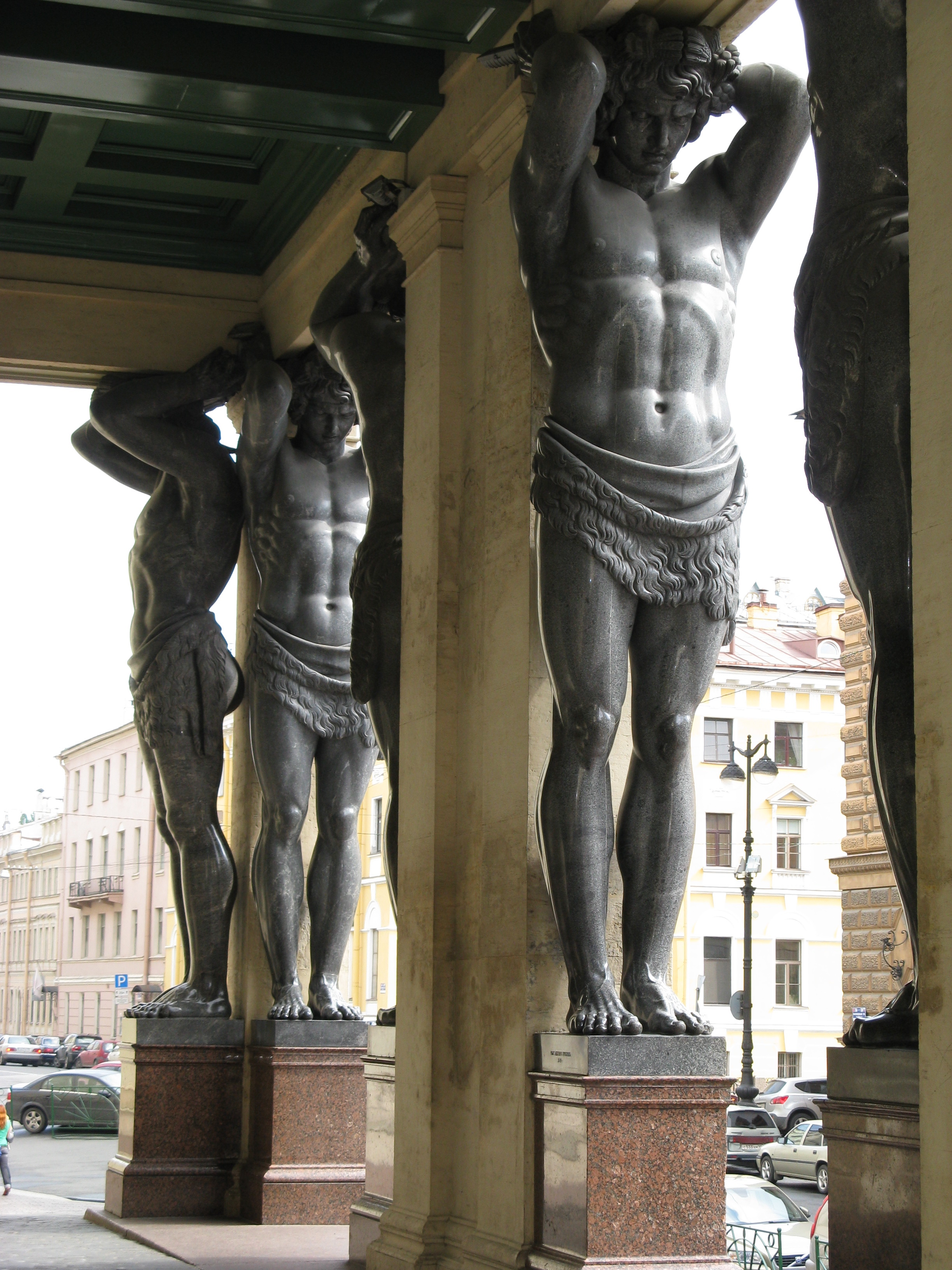
Atlantes sculptés dans le granite, par Alexandre Terebeniov

## Le portique

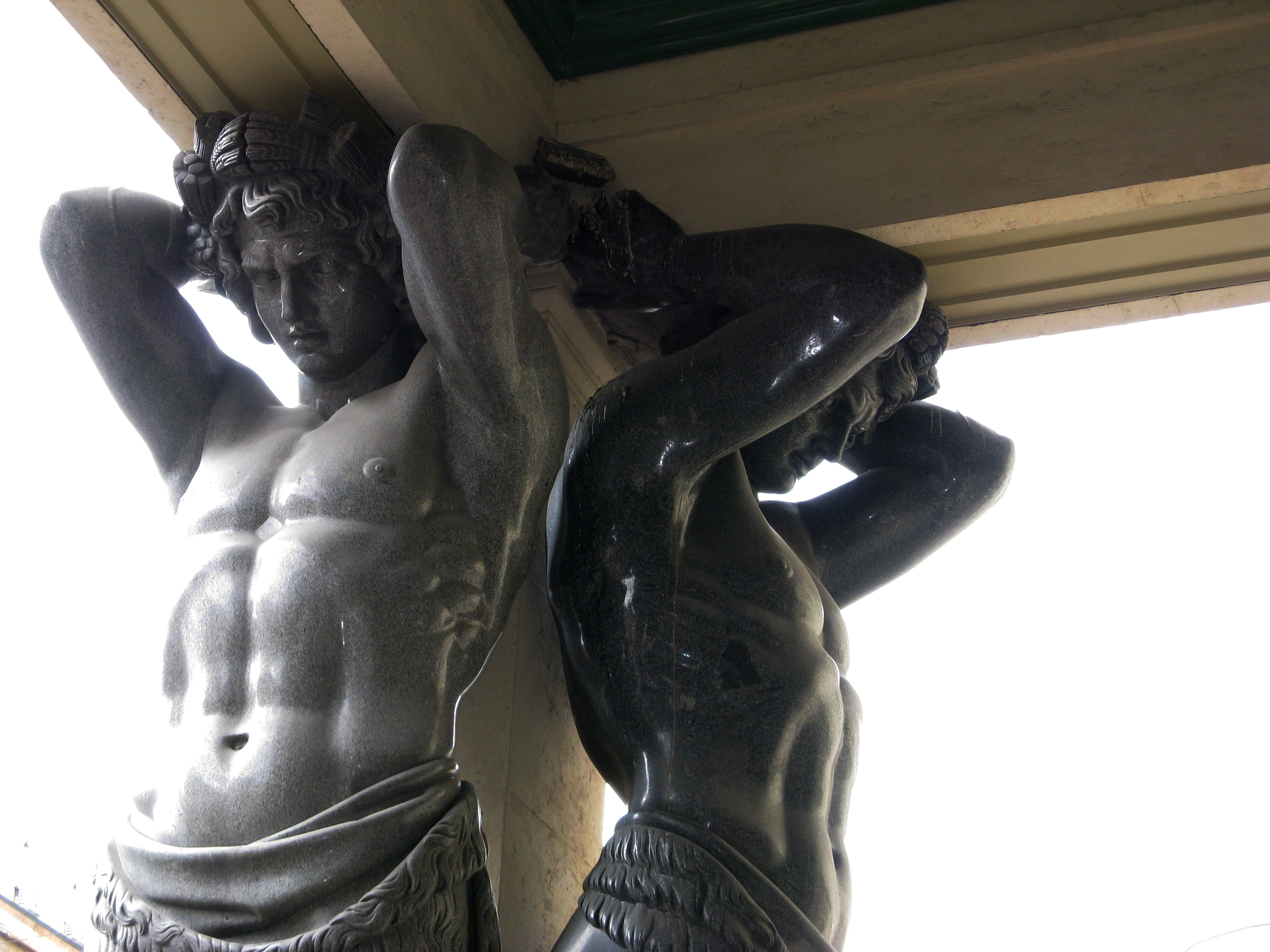
Détail d’un atlante

Les atlantes étaient prévus pour être, dans les projets de Klenze, des caryatides, mais c’est le projet d’Alexandre Terebeniov qui est retenu en 1846, avec des atlantes de taille gigantesque. Cent-cinquante ouvriers mettent deux ans à sculpter les statues, sous les ordres de Terebeniov. Chacun avait sa propre partie, mains, bras, torses, etc. Terebeniov se charge de sculpter les têtes lui-même. Les statues sont prêtes le 1er septembre 1848. Elles sont en granite gris de Serdobol (en Carélie) et reposent sur des socles de granite rapakivi. Les colonnes du balcon, les frises et les pylônes sont en calcaire imitant le marbre.
L’entrée du Musée de l’Ermitage se trouvait ici, jusque dans les années 1920.